# Julius Theodor Christian Ratzeburg
Julius Theodor Christian Ratzeburg (Berlim, 16 de fevereiro de 1801 — Berlim, 24 de outubro de 1871) foi um entomologista e zoólogo alemão.